# Mariano Bianco
Mariano Bianco (Napoli, 22 settembre 1775 – 18 settembre 1851) è stato un arcivescovo cattolico italiano.

## Biografia
Nato a Napoli il 22 settembre 1775, fu ordinato sacerdote il 16 febbraio 1799. Il 31 gennaio 1827 fu nominato vescovo di Nicotera e Tropea da papa Leone XII. Il 1º marzo 1831 fu promosso arcivescovo di Amalfi da Gregorio XVI. Il 22 novembre 1848 si dimise da tale incarico.
Morì il 18 settembre 1851.

## Genealogia episcopale
La genealogia episcopale è:
- Cardinale Scipione Rebiba
- Cardinale Giulio Antonio Santori
- Cardinale Girolamo Bernerio, O.P.
- Arcivescovo Galeazzo Sanvitale
- Cardinale Ludovico Ludovisi
- Cardinale Luigi Caetani
- Cardinale Ulderico Carpegna
- Cardinale Paluzzo Paluzzi Altieri degli Albertoni
- Papa Benedetto XIII
- Papa Benedetto XIV
- Cardinale Enrico Enriquez
- Arcivescovo Manuel Quintano Bonifaz
- Cardinale Buenaventura Córdoba Espinosa de la Cerda
- Cardinale Giuseppe Maria Doria Pamphilj
- Papa Pio VIII
- Arcivescovo Mariano Bianco